# IC 1406
IC 1406 је елиптична галаксија у сазвјежђу Водолија која се налази на листи објеката дубоког неба у Индекс каталогу.
Деклинација објекта је + 1° 59' 15" а ректасцензија 21h 51m 4,8s. Привидна величина (магнитуда) објекта IC 1406 износи 14,7 а фотографска магнитуда 15,7. IC 1406 је још познат и под ознакама CGCG 376-38, NPM1G +01.0535, PGC 67478.